# Gesteuerter Gleichrichter
Der gesteuerte Gleichrichter stellt in der Elektronik eine Form des Gleichrichters dar, welcher seine gleichrichtende Wirkung durch die zeitlich genaue Ansteuerung mittels einer Steuerspannung erlangt. Die primäre Funktion ist, eine Wechselspannung in eine Gleichspannung umzuwandeln.
Gesteuerte Gleichrichter sind üblicherweise in Form von elektronischen Schaltern realisiert, welche durch eine Steuerschaltung so gesteuert werden, dass eine gleichrichtende Wirkung entsteht. Im Gegensatz zu den ungesteuerten Gleichrichtern, welche durch Potentialunterschiede zwischen den Schaltzuständen wechseln, erlauben gesteuerte Gleichrichter durch eine geänderte Ansteuerung auch Gleichspannung in Wechselspannung zu wandeln. In diesem Fall wird die Baugruppe im Bereich der Energietechnik als Wechselrichter bezeichnet.
Je nach Anwendungsgebiet ist die Bedeutung des Begriffes unterschiedlich.

## Anwendungen

### Energietechnik

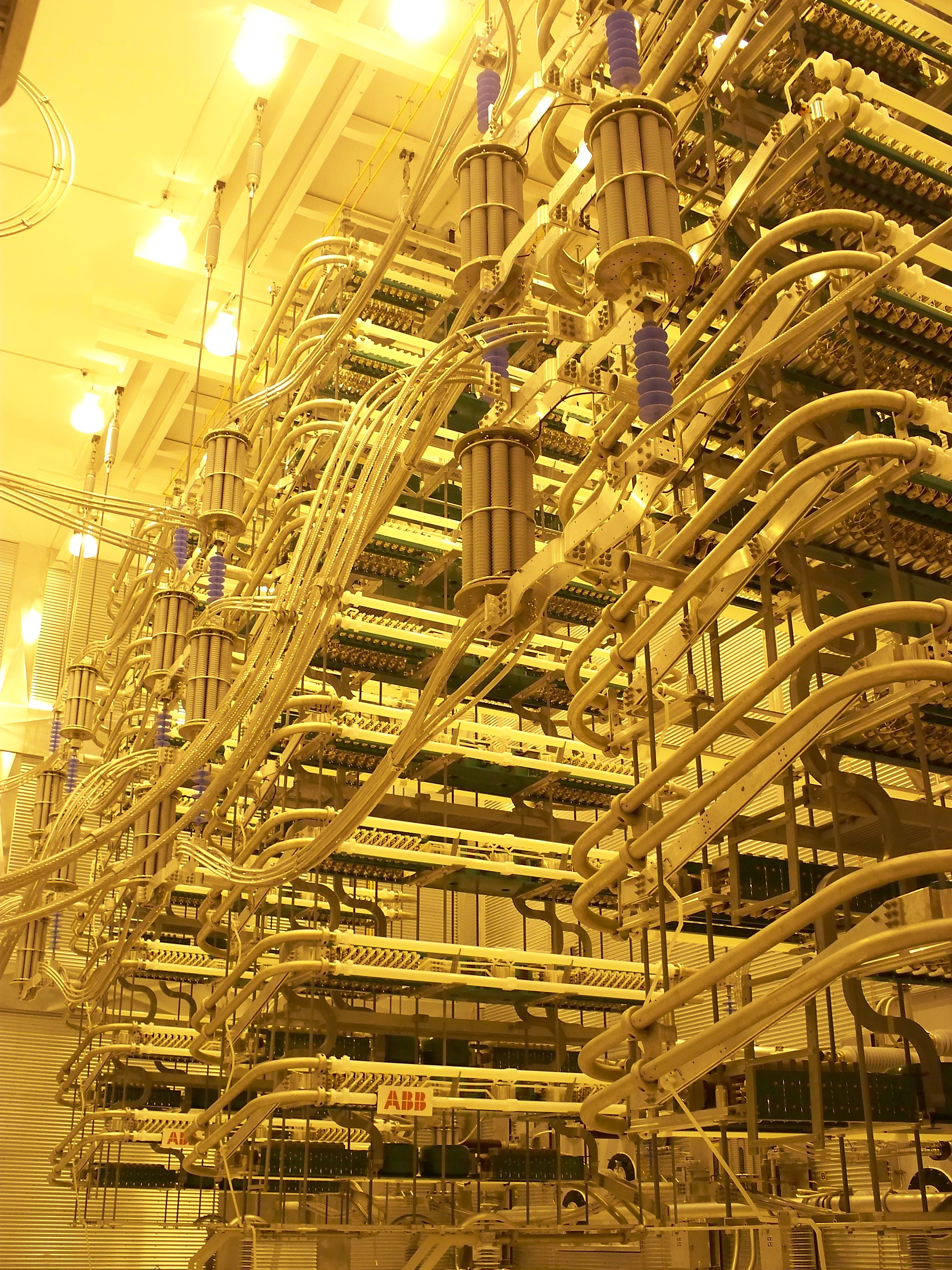
Gesteuerte Gleichrichter in der Konverterhalle einer HGÜ

Gesteuerte Gleichrichter bestehen heute aus elektronischen Schaltelementen wie Insulated Gate Bipolar Transistoren (IGBT), Thyristoren oder aus speziellen MOSFETs. Früher gab es gesteuerte Gleichrichter mit mechanischen Kontakten ähnlich einem Relais, die wechselspannungssynchron schalteten. Weiterhin waren zur Realisierung von Phasenanschnittsteuerungen unter anderem Thyratrons im Einsatz, eine spezielle Form von Elektronenröhre.
Bei einem Thyristor beginnt der Stromfluss, wenn das Bauteil durch einen Spannungsimpuls an einer Steuerelektrode „gezündet“ wird. Der Strom fließt bei dem Thyristor bis zu seinem Nulldurchgang. Thyristoren werden in der Leistungselektronik zunehmend durch IGB-Transistoren ersetzt, da diese ähnlich wie GTO-Thyristoren nicht nur wahlfrei eingeschaltet, sondern auch zu beliebigen Zeitpunkten ausgeschaltet werden können. Durch zeitliche Verschiebung der Einschalt- bzw. Ausschaltzeitpunkte gegenüber dem zeitlichen Verlauf der Wechselspannung lässt sich die elektrische Leistung steuern.
Typische Anwendung von gesteuerten Gleichrichtern in der Energietechnik sind Konverterstationen bei Hochspannungs-Gleichstrom-Übertragungen (HGÜ) und HGÜ-Kurzkupplungen.

### Messtechnik

Ergebnisse bei gesteuerter Gleichrichtung

Zum Vergleich zweier Gleichspannungen kann man mit einem Drehspul–Spannungsmessgerät oder entsprechendem Digitalmessgerät leicht feststellen, ob ihre Differenz negativ, null oder positiv ist. Das ist beispielsweise zum zielgerichteten Einstellen einer Wheatstone-Brücke erforderlich. Entsprechend ist beim Abgleich der Wechselspannungsbrücke der Vergleich der Augenblickswerte zweier Wechselspannungen nötig. Er ist mit einfachen Labormessgeräten nicht möglich, denn die üblichen Geräte mit Gleichrichtwert- oder Effektivwertbildung kennen keinen Vorzeichenwechsel. Dieses Merkmal kann aber eine phasenempfindliche oder gesteuerte Gleichrichtung liefern. Dazu ist eine zusätzliche Steuer- oder Trägerfrequenz-Spannung erforderlich.
Für diese Art von Gleichrichtung sind Schaltungen wie zur Demodulation geeignet, z. B. Ringmodulator, elektronischer Zerhacker oder Verstärker mit im Vorzeichen umschaltbarem Verstärkungsfaktor (Typ AD 630).
Die Arbeitsweise mit Verstärker wird anhand des Bildes dargestellt mit einer sinusförmigen Eingangsspannung {\displaystyle u_{e\,}}, einer Ausgangsspannung {\displaystyle u_{a}} und einer Steuerspannung {\displaystyle u_{s\,}}. Das Vorzeichen der Verstärkungsfaktors {\displaystyle V} sei dasselbe wie bei {\displaystyle u_{s\,}}.
- Sind {\displaystyle u_{e}} und {\displaystyle u_{s}} synchron (gleichphasig), so ist {\displaystyle u_{a}} positiv.
- Sind {\displaystyle u_{e}} und {\displaystyle u_{s}} um 180° verschoben (gegenphasig), so ist {\displaystyle u_{a}} negativ.

Dabei ist der Gleichwert der Ausgangsspannung bzw. die Anzeige eines Drehspulmessgerätes dem Betrag nach proportional zur Amplitude der Eingangsspannung.
- Sind {\displaystyle u_{e}} und {\displaystyle u_{s}} im allgemeinen Fall um einen Winkel {\displaystyle \varphi } verschoben, so ist

{\displaystyle {\overline {u}}_{a}={\frac {2}{\pi }}{\hat {u}}_{e}\,\cos \varphi ={\overline {|u_{e}|}}\cos \varphi \ .}
Bei einer Phasenverschiebung zwischen einer Spannung {\displaystyle {\underline {U}}} und einem Strom {\displaystyle {\underline {I}}} bedeutet dieses: Wenn die Steuerspannung aus {\displaystyle {\underline {U}}} abgeleitet wird und die Eingangsspannung über einen Messwiderstand aus {\displaystyle {\underline {I}}}, so wird von {\displaystyle {\underline {I}}} jene Komponente gemessen, die gleichphasig zum Spannung ist, im üblichen Bereich {\displaystyle -\pi /2<\varphi <\pi /2} auch Wirkstrom genannt. Der um 90° gedrehte Blindstrom hat keinen Einfluss auf den Messwert.